# Marcel Anselme
Marcel Anselme (n. 21 iunie 1925, Jallieu⁠(d), Isère, Franța – d. 29 iulie 1982, Bron, Rhône-Alpes, Franța) a fost un pictor și gravor francez și a deținut timp de câțiva ani funcția de portretist oficial pentru Arhiepiscopul Makarios al Ciprului.
În 1948, l-a cunoscut pe Léon Garraud, un maestru al Școlii din Lyon și a frecventat atelierul său. În 1962, Anselm l-a întâlnit pe Nicos Dikheos, consulul Ciprului la Lyon. Diplomatul a fost frapat de talentul tânărului pictor și l-a prezentat arhiepiscopului Makarios, președintele Republicii Cipru. Timp de zece ani, Anselm a vizitat regulat capitala cipriotă Nicosia, unde i s-a încredințat să picteze portretele arhiepiscopilor. În acest timp și-a dezvoltat abilitățile, studiind lucrările pictorilor olandezi, italieni, florentini și venețieni. 
A pictat nuduri, peisaje și scene cotidiene, dar a excelat în portrete. Marcel Anselm a realizat și multe portrete la cererea personalităților politice, științifice și religioase din întreaga lume.  Galeria St. Francis, Lyon în 1963 și Galeria Ror Volmar din Paris l-au onorat pe Anselme în 1977 cu mai multe expoziții. Les Amis de la Maison Ravier a organizat o expoziție retrospectivă a operei sale în septembrie și octombrie 1992, prezentând cincizeci de picturi în care „acest artist chinuit a căutat perfecțiunea în expresia sa ”.